# Ivan Frota
Ivan Moacyr da Frota GOMM (Fortaleza, 16 de agosto de 1930 – Brasília, 11 de setembro de 2022) foi um militar brasileiro (Oficial-General reformado da Aeronáutica) que foi candidato a presidente da República na eleição presidencial de 1998.

## Biografia
Foi um dos primeiros pilotos a operarem o AT-26 Xavante da FAB – Força Aérea Brasileira.
Em 1991, como tenente-brigadeiro-do-ar, Frota foi condecorado pelo presidente Fernando Collor com a Ordem do Mérito Militar no grau de Grande-Oficial especial.
Nas eleições de 1994, foi candidato a deputado federal pelo PSD no estado do Rio de Janeiro, mas não conseguiu se eleger. Neste mesmo ano, tinha tentado ser candidato a presidência da Républica pelo PL, porém foi substituido por Flávio Rocha, que mais tarde teria sua candidatura interferida. Então, Frota decidiu concorrer ao congresso da República.
Em 1998, foi candidato à presidência da República pelo PMN (aos 68 anos, era o segundo presidenciável mais velho). Durante sua campanha, fez críticas a Fernando Henrique Cardoso (PSDB), chegando inclusive a defender o impeachment do então presidente, que disputava a reeleição. O Brigadeiro ficou em 5º lugar, com 251.337 votos (0,37% do total).
Concorreu novamente ao cargo de deputado federal em 2002, agora pelo PTB do Rio Grande do Norte, sem sucesso (26º lugar, com 4.920 votos, ou 0,33% do total). Após esta eleição, Ivan Frota encerra sua carreira política.
Faleceu no dia 11 de setembro de 2022, no Hospital da Força Aérea de Brasília (HFAB).

## Críticas ao governo Lula
Em 2006, Ivan Frota divulgou uma nota classificando o governo de Luiz Inácio Lula da Silva e o PT de "verdadeira gangue" e "maior quadrilha de malfeitores graduados", chamando também a gestão de "entreguista" no artigo.